# Keith Griffith
Keith Griffith (Saint James, Barbados; 1947 – 13 de enero de 2025) fue un comentarista deportivo y entrenador de fútbol barbadense.

## Equipos

### Entrenador
| Periodo   | Club                                 |
| --------- | ------------------------------------ |
| 1994      | Barbados                             |
| 2002–2008 | Barbados                             |
| 2008      | Joe Public FC                        |
| 2011      | Islas Vírgenes de los Estados Unidos |

### Director Técnico
| Periodo   | Club                                 |
| --------- | ------------------------------------ |
| 1995–1997 | Antigua y Barbuda                    |
| 1997–2000 | Anguila                              |
| 2000–2002 | Islas Caimán                         |
| 2011-2013 | Islas Vírgenes de los Estados Unidos |